# Sokolniki (powiat wrocławski)
Sokolniki – wieś w Polsce położona w województwie dolnośląskim, w powiecie wrocławskim, w gminie Kąty Wrocławskie.
W latach 1975–1998 miejscowość należała administracyjnie do województwa wrocławskiego.

## Historia
Wieś jest jedną z najstarszych w okolicy. Miejscowość została wymieniona w staropolskiej, zlatynizowanej formie Zocolnici w łacińskim dokumencie wydanym 12 sierpnia 1201 roku przez kancelarię papieża Innocentego III wydanym w Segni. Przed 1203 rokiem należała do Żydów Józefa i Ezechiela, którzy w 1203 sprzedali ją księciu Henrykowi Brodatemu.

## Demografia
Na koniec 2011 r. Sokolniki liczyły 114 mieszkańców.